# بيتر شميد
بيتر شميد هو سباح نمساوي، ولد في 27 أبريل 1949 في كلاغنفورت في النمسا.

## وصلات خارجية
- بيتر شميد على موقع أوليمبيديا (الإنجليزية)